# كيفن لي (تنس الريشة)
كيفن لي (بالإنجليزية: Kevin Li)‏ هو لاعب كرة الريشة كندي، ولد في 11 يوليو 1986 في هونغ كونغ في الصين.

## وصلات خارجية
- كيفن لي على موقع BWF.tournamentsoftware.com (الإنجليزية)
- كيفن لي على موقع BWFbadminton.com (الإنجليزية)